# Arthur Miller
Arthur Asher Miller (født 17. oktober 1915, død 10. februar 2005) var en amerikansk forfatter og dramatiker. Han var verdensberømt for skuespil som f.eks. En sælgers død (eng. Death of a Salesman, 1949); opført på Det kongelige Teater i 1950 og Heksejagt (eng. The Crucible, 1953) samt for giftermålet med Marilyn Monroe i 1956. Han døde 89 år gammel i Roxbury, Connecticut.

## Filmatiseringer
- Death of a salesman, 1985, (instr. Volker Schlöndorff)
- The Crucible, 1996, (instr. Nicholas Hytner)
- The Misfits, 1961, (instr. John Huston)